# Belgiens økonomi
Belgiens økonomi er en moderne kapitalistisk økonomi, der har kapitaliseret på landets centrale geografiske placering, højt udviklet trafiksystem og diversificeret industriell og kommerciel base. Belgien var det første land på fastlands-Europa i 1800-tallet, der gennemgik en industriel revolution. Det har siden udviklet rigtig god infrastruktur med havne, kanaler, jernbaner og motorveje, for at integrere landets med industri med sine naboer.
Industrien er koncentreret primært i det befolkningsrige Flandern i nord, omkring Bruxelles og de to vallonienske byer Liège og Charleroi, samt sillon industriel. Belgien importerer sin råmaterialer og halvfærdige varer der bliver forarbejdet yderligere og eksporteret. Bortset fra kul, der ikke længere at økonomisk rentabelt at udvinde, så har Belgien kun få naturressourcer andet end frugtbar landbrugsjord. Ikke desto mindre er de mest traditionelle industrielle sektorer økonomi, stål, tekstil, raffinering, kemikalier, fødevareproduktion, lægemidler, biler, elektronik og maskinfremstilling. På trods af tunge industrielle komponenter, så bidrager servicesektoren med 74,9% af BNP, mens landbrugssektoren kun står for 1%.
Eksporten er ækvivalent til omkring to-tredjedele af BNP, så Belgien er stærkt afhængig af verdenshandel. Belgiens handelsfordele kommer fra landets centrale geografisk placering og højtuddannede, flersprogede og produktive arbejdsstyrke. Det er et af de grundlæggende medlemmer af Europæiske Økonomiske Fællesskab, og landet støtter magt til EU for at integrere de europæiske økonomier yderligere. Omkring 75% af landets handel foregår med andre EU-lande. Sammen med Holland og Luxembourg er Belgien et af Benelux-landene
Belgiens statsgæld er på omkring 98% af BNP. Regeringen formåede at balancere sit budget i perioden 2000-2008, og indtægterne var relativt ens. Belgiens begyndte at bruge euroen som valuta i januar 2002- Økonomisk vækst og udenlandske direkte investering faldt i 2008. I 2009 oplevede Belgien negativ vækst og øget arbejdsløshed, hvilket var forårsaget af finanskrisen 2007-2009.